# Фиальо, Делия
Делия Фиальо (исп. Delia Fiallo; 4 июля 1924, Гавана — 29 июня 2021, Корал-Гейблс, Флорида) — венесуэльская и кубинская писательница и сценаристка.

## Биография
Родилась 4 июля 1924 года в Гаване. В 1944 году написала свой первый рассказ и с тех пор стала писать их один за другим, пока не перешагнула рубеж 100 произведений. Начиная с 1970 года её произведения начали экранизировать в Латинской Америке, всего в семи латиноамериканских странах было экранизировано 65 её произведений. В основном работала в Венесуэле, где трудилась на телекомпании Venevision, затем на телекомпании Radio Caracas Television. В основном пик экранизаций пришёлся на 1970—1980-е годы, тогда она получила прозвище — «Мать Латиноамериканской мыльной оперы».
Скончалась 29 июня 2021 года в Корал-Гейблсе, не дожив пяти дней до своего 97-летия.

## Избранная фильмография

### Оригинальный текст
- 1984—1985 — Топаз
- 1986 — Гора страдания
- 1992 —
  - Кассандра
  - Мариелена
- 1993 —
  - Гваделупе
  - Росанхелика
- 1996 — Мне не жить без тебя
- 1998 —
  - Живу ради Елены
  - Лус Мария
- 1998—1999 — Привилегия любить
- 1999 — Росалинда
- 2000 — Чертёнок
- 2001 — Соледад
- 2003—2004 — Ночная Мариана
- 2008—2009 — Осторожно с ангелом